# Droga Halimy
Droga Halimy (chorw. Halimin put) – chorwacko-bośniacko-słoweński dramat filmowy z 2012 roku w reżyserii Arsena Antona Ostojicia. Obraz został wyselekcjonowany jako chorwacki kandydat do nagrody Amerykańskiej Akademii Filmowej dla najlepszego filmu nieanglojęzycznego, ale ostatecznie nie uzyskał nominacji.

## Opis fabuły
Scenariusz filmu został zainspirowany autentyczną historią bośniackiego małżeństwa Zahidy i Muharema Fazliciów z małej wsi k. Prijedoru (zachodnia Bośnia). W 1977 przyszło na świat dziecko, ze związku Muzułmanki Safiji z Serbem, co nie było akceptowane przez jej rodzinę. Serb wyjeżdża do pracy do Niemiec, ale potem wraca po Safiję, by mogli razem zamieszkać w Serbii. Dziecko przygarnia tytułowa Halima. W czasie wojny ginie jej mąż i przybrany syn. Aby zidentyfikować i odzyskać szczątki adoptowanego syna Halima poszukuje jego biologicznej matki.

## Obsada
- Alma Prica jako Halima
- Olga Pakalović jako Safija
- Mijo Jurišić jako Slavomir
- Izudin Bajrović jako Salko
- Miraj Grbić jako Mustafa
- Mustafa Nadarević jako Avdo
- Emina Muftić jako Nevzeta
- Marko Plesnik jako Mirza w wieku 16 lat
- Mihailo Koncar jako Mirza w wieku 9 lat
- Daria Lorenci jako Rapka
- Faketa Salihbegović jako Vezirka
- Aldin Tucić jako Aron
- Miodrag Krivokapić jako Rastko
- Lena Politeo jako Nana

## Produkcja
Zdjęcia kręcono w gminie Pisarovina (żupania zagrzebska).

## Nagrody
- 2012: Międzynarodowy Festiwal Filmowy w Puli - nagroda publiczności i Złota Arena dla najlepszej aktorki drugoplanowej (Olga Pakalović)
- 2013: Międzynarodowy Festiwal Filmowy w Mons - Grand Prix
- 2013: XIX Śródziemnomorski Festiwal Filmowy w Maroku - nagroda dla najlepszego filmu